# Усть-Тара
Усть-Тара — деревня в Тарском районе Омской области России. Административный центр Усть-Тарского сельского поселения.

## История
Деревня основана в 1750 году. В 1928 году состояла из 180 хозяйств, основное население — русские. В административном отношении являлась центром Усть-Тарского сельсовета Екатерининского района Тарского округа Сибирского края.

## Население
| 1926 | 2002 | 2010 |
| ---- | ---- | ---- |
| 763  | ↘307 | ↘205 |

## Улицы
- ул. Береговая,
- ул. Зелёная,
- ул. Лесная.